# 茨木市議会
茨木市議会（いばらきしぎかい）は、大阪府の中枢中核市である茨木市の議会である。

## 概要
- 定数：28名
- 任期：2021年（令和3年）1月31日 - 2025年（令和7年）1月30日[1]
- 議長：長谷川浩（大阪維新の会)[2]
- 副議長：稲葉通宣（いばらき未来の会）

| 会派名               | 議席数 |                      | 議員名（◎は幹事長）                                         | 女性議員数 | 女性議員の比率(%) |
| -------------------- | ------ | -------------------- | ----------------------------------------------------------- | ---------- | ----------------- |
| 大阪維新の会         | 4      | 大阪維新の会         | ◎円藤こずえ、川口元気、長谷川浩、岩本守                     | 1          | 25                |
| 公明党               | 6      | 公明党               | ◎青木順子、岡本壱郎、大村卓司、松本泰典、河本光宏、坂口康博 | 1          | 16.67             |
| 自由民主党・絆       | 6      | 自由民主党3・無所属3 | ◎福丸孝之、塚理、永田真樹、西野貴治、上田光夫、下野巖       | 1          | 16.67             |
| 日本共産党           | 3      | 日本共産党           | ◎朝田充、畑中剛、大嶺さやか                                 | 1          | 33.33             |
| いばらき未来の会     | 3      | 立憲民主党1・無所属2 | ◎安孫子浩子、西本睦子、稲葉通宣                             | 2          | 66.67             |
| 会派に所属しない議員 | 5      | 無所属               | 山本由子、辰見直子、米川勝利、山下慶喜、桂睦子              | 3          | 60                |
| 計（欠員1）          | 27     |                      |                                                             | 9          | 33.33             |

（2024年10月08日現在）

## 交流
2019年1月に締結した協定に基づいて、毎年市内の追手門学院大学の学生らは、茨木市議会議員との地域政策に関する意見交換会を行っている。2021年に参加学生の内7名は同年7月26日から10月1日まで市議会事務局のインターンシップに参加し、議会資料作成・運営補助など実務経験をした上で、今回の意見交換会にも参加している。